# VIA C7
VIA C7 è un  microprocessore x86 per personal computer progettato da Centaur Technology e commercializzato da VIA Technologies.

## Storia
Il core C7 rappresenta un miglioramento significativo rispetto al vecchio VIA C3 anche se è molto simile all'ultimo core VIA C3 Nehemiah. Il C7 è stato lanciato ufficialmente nel maggio 2005 ma la produzione in volumi è cominciata più tardi.
Nel mese di maggio 2006 è scaduto un accordo di scambio di licenze con Intel, per questa ragione VIA è stata costretta a ritirare dalle vendite il processore C3 basato su socket 370.
C7 è venduto in tre versioni:
- C7: per desktops / portatili (1.5-2.0 GHz) - Package FCPGA Pentium-M, FSB 400, 533, 800 MHz
- C7-M: per portatili e sistemi embedded (1.5-2.0 GHz) - Package NanoBGA2, FSB 21mmx21mm, 400, 800 MHz
- C7-M Ultra Low Voltage: per portatili e sistemi embedded (1.5-2.0 GHz) - Package NanoBGA2, FSB 21mmx21mm, 400, 800 MHz
- C7-D: identico al C7 ma venduto come Carbon free

## Core

### Esther
Esther (C5J) è l'ultima evoluzione di Nehemiah+ (C5P) core del VIA C3, inclusa la migrazione ai 90 nm silicon on insulator (SOI) di IBM. I processori sono prodotti nella fab IBM di East Fishkill, New York. Il progetto è stato effettuato dalla Texana Centaur Technology di Austin, da uno staff di 85 ingegneri.
Tra le novità introdotte sono:
- Consumi medi inferiori a 1 watt
- Velocità di 2 GHz con un TDP 20 watt. A titolo di paragone, il core Dothan Pentium M richiede 21 (FSB 400) o 27 watt (FSB 533) a 2.0 GHz.
- Cache level 2 aumentata da 64k to 128k.
- Supporto per le istruzioni SSE2 ed SSE3.
- Supporto hardware alla crittografia

## Versioni
| Processore | Velocità (MHz)      | FSB (MHz) | Cache L1 (KB) | Cache L2 (KB) | Max TDP (W) | Volt (V) | Processo (nm) |
| ---------- | ------------------- | --------- | ------------- | ------------- | ----------- | -------- | ------------- |
| C7-M       | 1.5-2.0 GHz         | 400-800   | 128           | 128           | 20          | 0.9-1.1  | 90 SOI        |
| C7 / C7-D  | 1.5 / 1.8 / 2.0 GHz | 400-800   | 128           | 128           | 20          | 0.9-1.1  | 90 SOI        |